# Cerovački Galovići
Cerovački Galovići is een plaats in de gemeente Duga Resa in de Kroatische provincie Karlovac. De plaats telt 72 inwoners (2001).